# 13 Brygada Ochrony Pogranicza
 13 Brygada Ochrony Pogranicza – jedna z brygad w strukturze organizacyjnej Wojsk Ochrony Pogranicza.

## Formowanie i zmiany organizacyjne
Sformowana w 1948 na bazie  Lubelskiego Oddziału WOP nr 7, na podstawie rozkazu MON nr 055/org. z 20 marca 1948. Brygada posiadała cztery bataliony, a stan etatowy wynosił 1160 żołnierzy i 10 pracowników cywilnych.
Podporządkowana została Głównemu Inspektoratowi Ochrony Pogranicza. Zaopatrzenie nadal realizowane było przez kwatermistrzostwo okręgu wojskowego. 
Rozkazem Ministra Obrony Narodowej nr 205/Org. z 4 grudnia 1948, z dniem 1 stycznia 1949, Wojska Ochrony Pogranicza podporządkowano Ministerstwu Bezpieczeństwa Publicznego. Zaopatrzenie brygady przejęła Komenda Wojewódzka MO.
Sztab brygady stacjonował w Chełmie. 
Aby nadać ochronie granic większą rangę, podkreślano wojskowy charakter formacji. Od 1 stycznia 1950 powrócono w nazwach jednostek do wcześniejszego określania: „Wojska Ochrony Pogranicza”. Z dniem 1 stycznia 1951 weszła w życie nowa numeracja batalionów i brygad Wojsk Ochrony Pogranicza. Na bazie 13 Brygady Ochrony Pogranicza powstała 23 Brygada WOP.

## Struktura organizacyjna
W 1948:
- dowództwo, sztab i pododdziały dowodzenia
- samodzielny batalion ochrony pogranicza nr 21 – Terespol
- samodzielny batalion ochrony pogranicza nr 23 – Włodawa
- samodzielny batalion ochrony pogranicza nr 25 – Hrubieszów
- samodzielny batalion ochrony pogranicza nr 27 – Bełz

Etat brygady przewidywał: 4 bataliony, 1160 wojskowych i 10 pracowników cywilnych.
Na terenie odpowiedzialności brygady funkcjonowały cztery GPK:
- Graniczna Placówka Kontrolna nr 28 „Terespol” (kolejowa)
- Graniczna Placówka Kontrolna nr 29 „Terespol” (drogowa)
- Graniczna Placówka Kontrolna nr 30 „Dorohusk” (kolejowo-drogowa)
- Graniczna Placówka Kontrolna nr 31 „Lubycza” (kolejowo-drogowa)

## Dowódcy brygady
- ppłk Eugeniusz Angerman
- ppłk Witold Kłoczko

## Przekształcenia
7 Oddział Ochrony Pogranicza → 7 Lubelski Oddział WOP → 13 Brygada Ochrony Pogranicza → 23 Brygada WOP → Grupa Manewrowa WOP Tomaszów (Chełm) Lubelski «» Samodzielny Oddział Zwiadowczy WOP Tomaszów (Chełm) Lubelski → 23 Oddział WOP → 23 Chełmski Oddział WOP → Nadbużańska Brygada WOP → Nadbużański Batalion WOP → Nadbużański Oddział Straży Granicznej